# Geovane Magno
Geovane Magno Cândido Silveira (sinh ngày 14 tháng 4 năm 1994), còn được biết đến với cái tên Geovane Magno hay Geovane, là một cầu thủ bóng đá chuyên nghiệp người  Brasil hiện đang thi đấu cho câu lạc bộ Hồng Lĩnh Hà Tĩnh tại V.League 1 ở vị trí tiền vệ tấn công hoặc tiền đạo. 

## Sự nghiệp

### Hà Nội
Kết thúc mùa giải 2020, Geovane chia tay Sài Gòn để chuyển đến thi đấu cho câu lạc bộ Hà Nội với bản hợp đồng có thời hạn 2 năm kèm theo mức lương 20,000 USD/tháng. Ngày 9 tháng 1 năm 2021, anh chính thức ra mắt câu lạc bộ thủ đô khi chơi trọn vẹn trận tranh siêu cúp Quốc gia với Viettel. Anh ghi bàn thắng đầu tiên cho Hà Nội trong trận thua Becamex Bình Dương 1–2 vào ngày 23 tháng 1. Trước khi mùa giải bị hủy do ảnh hưởng của đại dịch COVID-19, Geovane có được 6 bàn thắng sau 11 ra sân trận tại V.League 2021.

### Viettel
Ngày 7 tháng 12 năm 2021, Geovane chính thức ký hợp đồng 2 năm với câu lạc bộ Viettel. Anh khởi đầu mùa giải 2022 ấn tượng với thành tích ghi bàn trong cả 3 trận đầu tiên. Mùa giải 2023, Geovane nghỉ thi đấu đến hết mùa giải.

### Công an Hà Nội
Ngày 26 tháng 9 năm 2023, Geovane gia nhập câu lạc bộ Công an Hà Nội. Đây là cầu thủ đầu tiên chơi cho ba đội bóng của Thủ đô Hà Nội.

## Thống kê sự nghiệp
Tính đến ngày 4 tháng 4 năm 2022
| Câu lạc bộ                | Mùa giải                  | Giải đấu                  | Giải đấu | Giải đấu | Cúp quốc gia | Cúp quốc gia | Cúp châu Á | Cúp châu Á | Khác | Khác | Tổng cộng | Tổng cộng |
| Câu lạc bộ                | Mùa giải                  | Hạng                      | Trận     | Bàn      | Trận         | Bàn          | Trận       | Bàn        | Trận | Bàn  | Trận      | Bàn       |
| ------------------------- | ------------------------- | ------------------------- | -------- | -------- | ------------ | ------------ | ---------- | ---------- | ---- | ---- | --------- | --------- |
| Sài Gòn                   | 2019                      | V. League 1               | 13       | 4        | 1            | 0            | —          | —          | —    | —    | 14        | 4         |
| Sài Gòn                   | 2020                      | V. League 1               | 20       | 8        | —            | —            | —          | —          | —    | —    | 20        | 8         |
| Sài Gòn                   | Tổng cộng                 | Tổng cộng                 | 33       | 12       | 1            | 0            | 0          | 0          | 0    | 0    | 34        | 12        |
| Hà Nội                    | 2021                      | V. League 1               | 11       | 6        | —            | —            | —          | —          | 1    | 0    | 12        | 6         |
| Viettel                   | 2022                      | V. League 1               | 4        | 3        | 0            | 0            | 0          | 0          | —    | —    | 4         | 3         |
| Tổng sự nghiệp (Việt Nam) | Tổng sự nghiệp (Việt Nam) | Tổng sự nghiệp (Việt Nam) | 48       | 21       | 1            | 0            | 0          | 0          | 1    | 0    | 50        | 21        |

1. ↑  Ra sân ở Siêu cúp Quốc gia

## Danh hiệu
Hà Nội
- Siêu cúp Quốc gia: 2020